# Liste der Bildungseinrichtungen im Landkreis Sigmaringen

Bildungsorte und Lernwelten in Deutschland

Wappen des Landkreises Sigmaringen

In der Liste der Bildungseinrichtungen im Landkreis Sigmaringen sind Bildungseinrichtungen für Orte, die zum Landkreis Sigmaringen in Baden-Württemberg gehören, aufgeführt. Die Liste erhebt keinen Anspruch auf Vollständigkeit (Stand: 18. April 2020).
Die Schulaufsicht für die öffentlichen Schulen im Landkreis Sigmaringen liegt im Bereich der Gymnasien und der beruflichen Schulen beim Regierungspräsidium Tübingen, für die anderen Schulen beim Staatlichen Schulamt Albstadt.

## Kreismedienzentrum
Das Kreismedienzentrum des Landkreises befindet sich in unmittelbarer Nachbarschaft des Sigmaringer Hohenzollernschlosses in der Fürst-Wilhelm-Straße 14 (⊙) in Sigmaringen. Das Kreismedienzentrum versorgt Schulen und andere Bildungseinrichtungen mit geeigneten Medien, berät sie über deren Einsatz und bildet Lehrkräfte sowohl medienpädagogisch als auch medientechnisch weiter.

## Hochschulen, Akademien und staatliche Seminare

### Hochschule

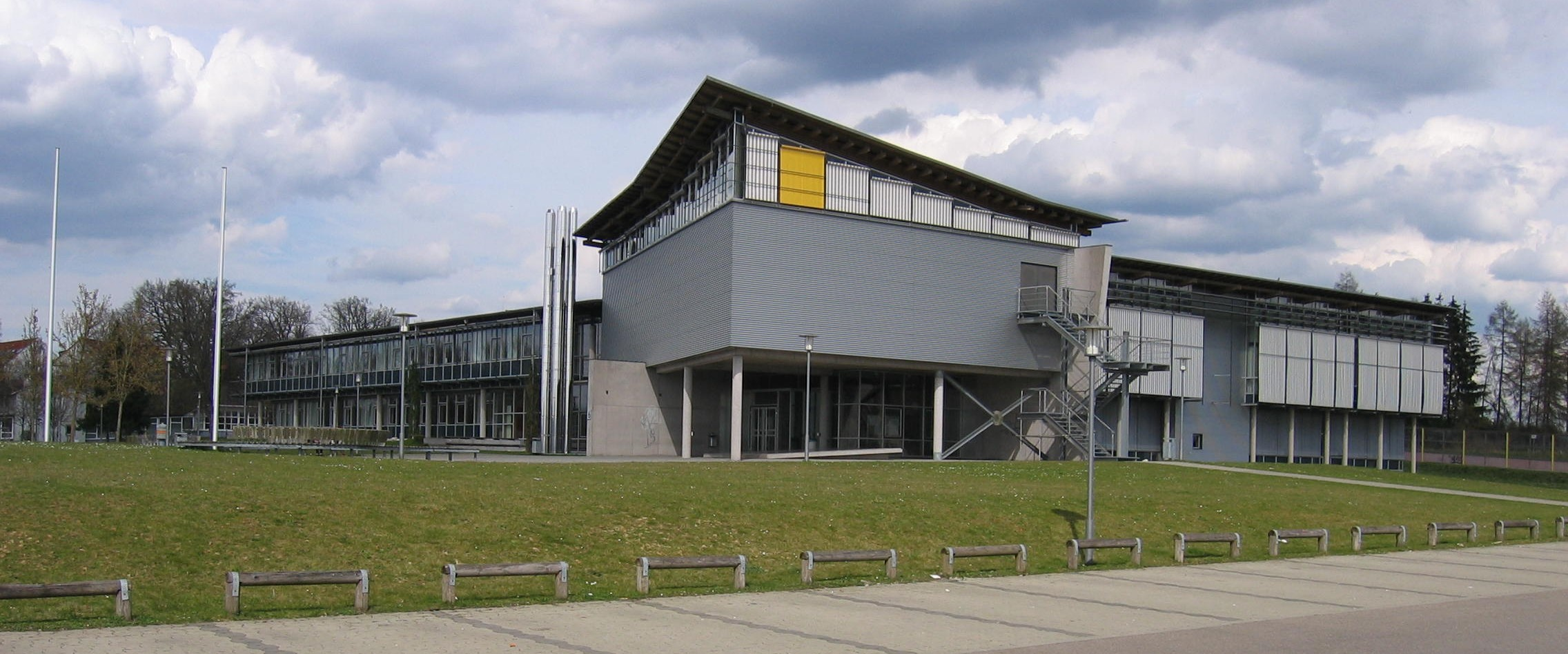
Hochschule Albstadt-Sigmaringen, Standort Sigmaringen

- Hochschule Albstadt-Sigmaringen, Standort Sigmaringen, Anton-Günther-Str. 51 (⊙), Sigmaringen. Der Standort Albstadt befindet sich im Zollernalbkreis.

### Volkshochschulen und Erwachsenenbildung
- Volkshochschulheim Inzigkofen
- Akademie Laucherttal, Schloss, Hettingen
- Volkshochschule Mengen
- Bildungszentrum Gorheim, Sigmaringen
- Akademie für Gesundheit und Soziales, Schulstr. 9, Sigmaringen
- Deutsche Angestellten-Akademie (DAA), Zollernalb-Sigmaringen, Bahnhofstr. 5, Sigmaringen
- Bildungs- und Wissenschaftszentrum der Zollverwaltung (ehemalige Zollschule), Sigmaringen

## Öffentliche Schulen

### Öffentliche Grundschulen
Bad Saulgau
- Berta-Hummel-Schule, Geschwister-Scholl-Straße 2, Bad Saulgau (⊙), benannt nach Berta Hummel
- Grundschule Renhardsweiler, Eichenmoos 6, Bad Saulgau-Renhardsweiler (⊙)

Bingen
- Grundschule Bingen, Schulstraße 4, Bingen (⊙)

Gammertingen
- Grundschule Feldhausen, Inneringer Str. 8, Gammertingen-Feldhausen (⊙)
- Laucherttalschule (Schulverbund aus Grund-, Werkreal- und Realschule), Sigmaringer Str. 20, Gammertingen (⊙), benannt nach dem Fluss Lauchert

Herbertingen

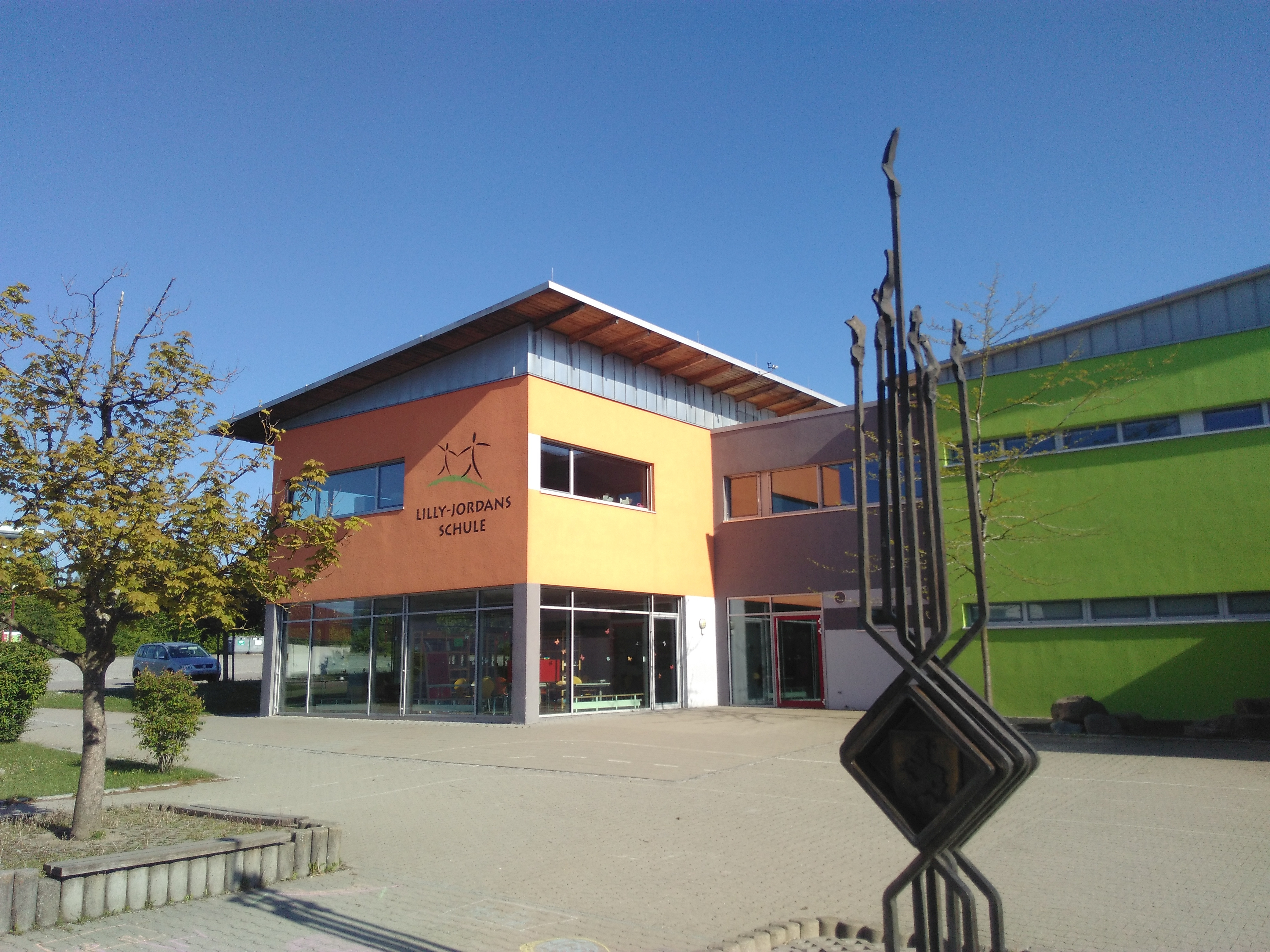
Lilly-Jordans-Schule Herbertingen

- Lilly-Jordans-Schule, Marbacher Str. 2, Herbertingen (⊙); mit Außenstelle in Hundersingen (⊙), benannt nach der Mäzenin Lilly Jordans

Herdwangen-Schönach
- Grundschule Herdwangen, Dorfstr. 51, Herdwangen-Schönach (⊙)
- Ramsberg-Grundschule Großschönach, Ramsbergweg 2, Herdwangen-Schönach-Großschönach (⊙)

Hettingen
- Grundschule Hettingen, Hermann-Lieb-Str. 12, Hettingen (⊙)

Hohentengen

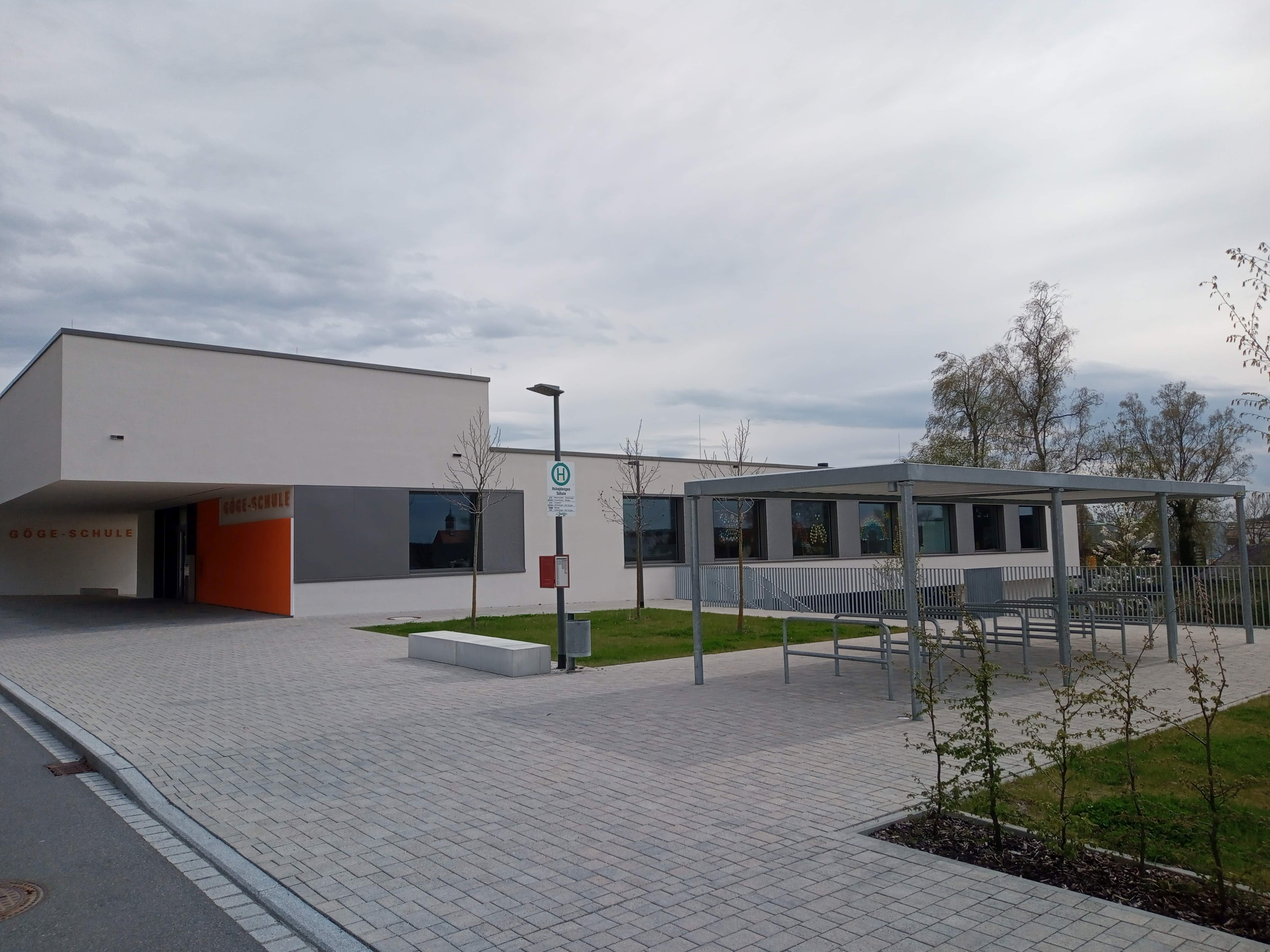
Göge-Schule Hohentengen

- Göge-Schule, Schulstr. 2–6, Hohentengen (⊙)

Illmensee
- Grundschule Illmensee, Seestr. 1, Illmensee (⊙)

Inzigkofen
- Grundschule Inzigkofen, Rosenweg 4, Inzigkofen-Vilsingen (⊙), mit Außenstelle in Inzigkofen, Schulstr. 3 (⊙)

Krauchenwies
- Grundschule Göggingen, Linzgaustraße 13, Krauchenwies-Göggingen (⊙)
- Sophie-Scholl-Schule (Grund- und Werkrealschule), Baindt 7, Krauchenwies (⊙), benannt nach Sophie Scholl

Leibertingen
- Wildensteinschule, Rappenbühl 4, Leibertingen (⊙), benannt nach der Burg Wildenstein

Mengen

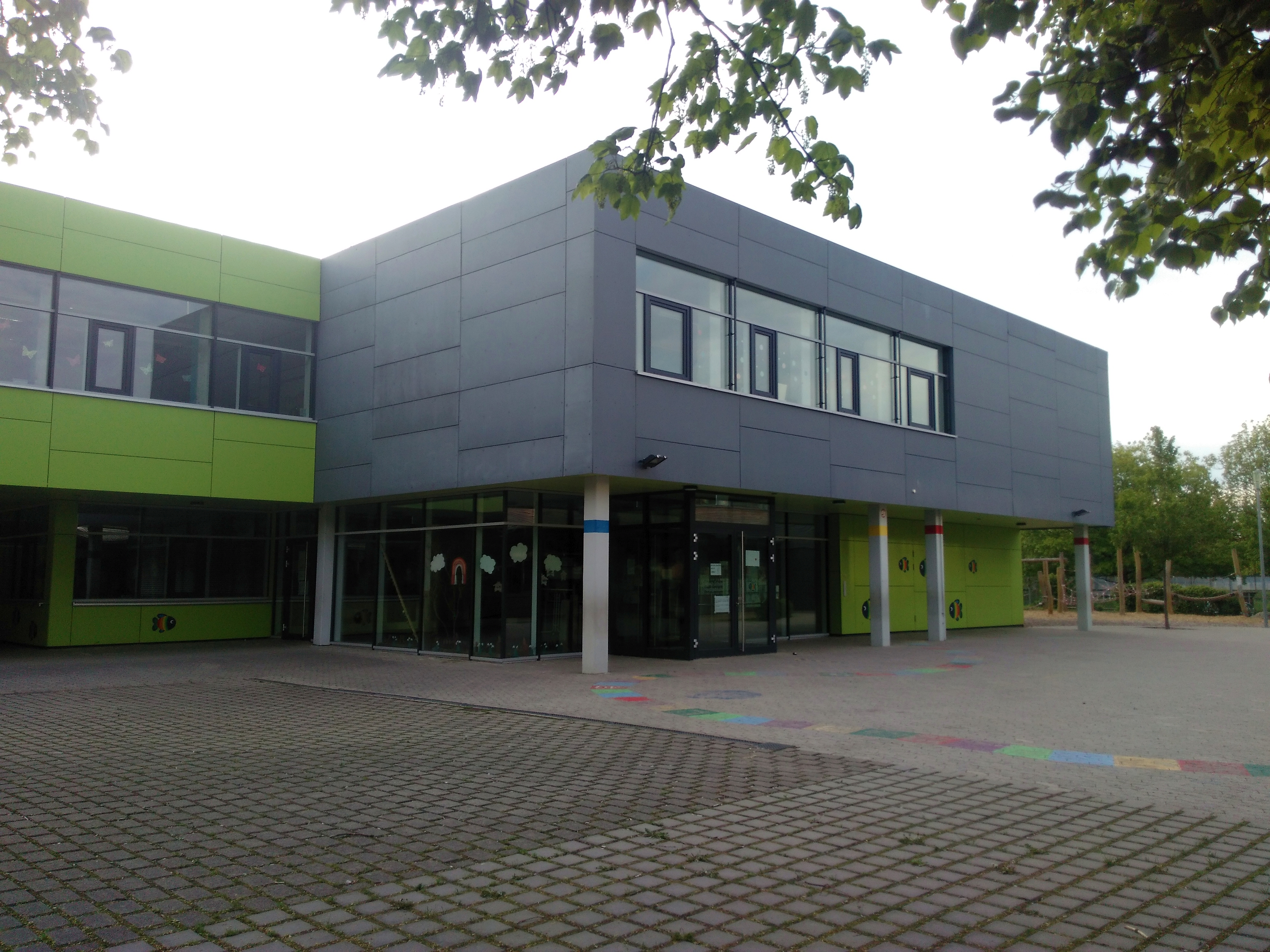
Ablachschule Mengen

- Nachbarschaftsgrundschule Ablachschule, Ablachstr. 5, Mengen (⊙), benannt nach dem Fluss Ablach

Meßkirch

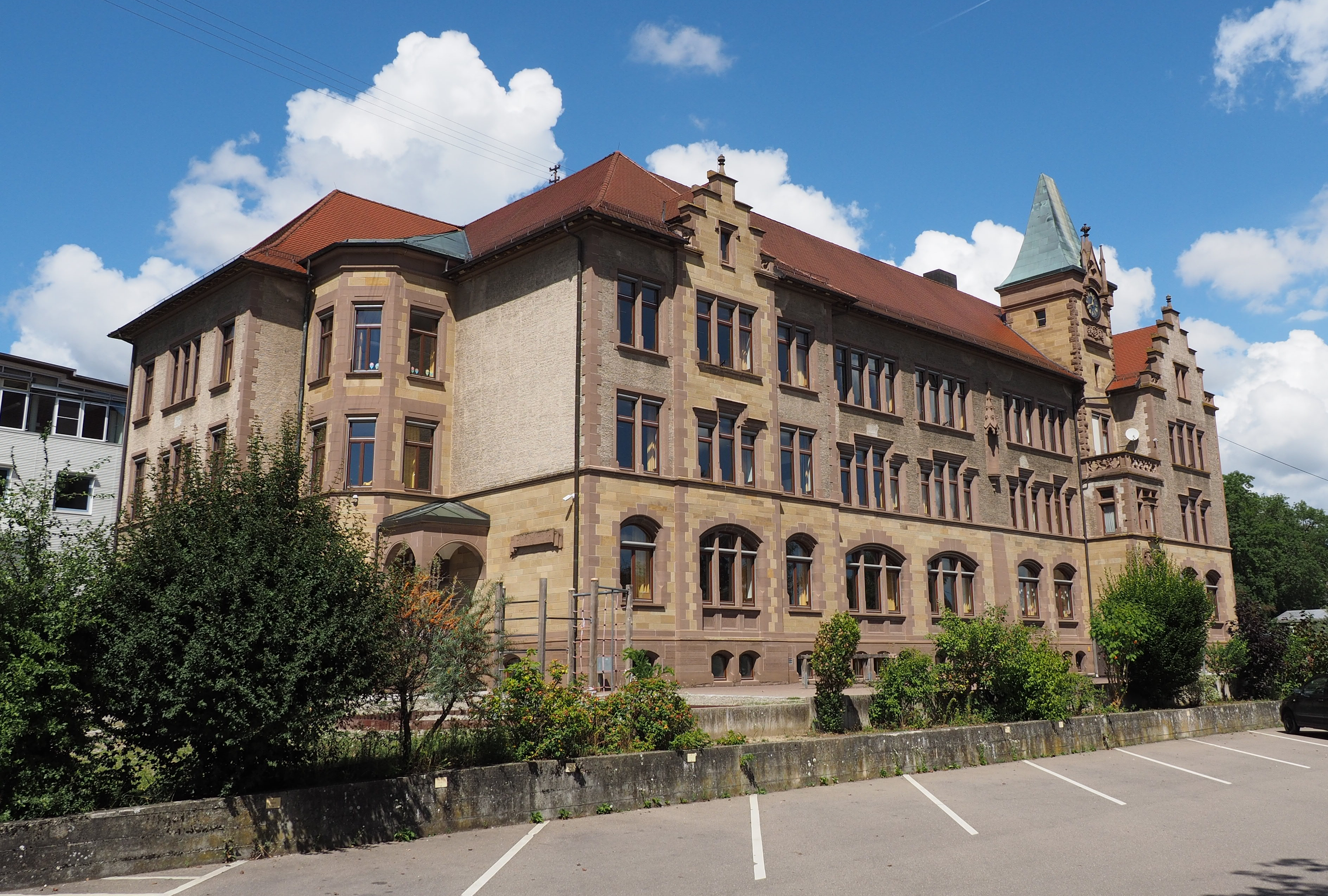
Conradin-Kreutzer-Schule Meßkirch

- Conradin-Kreutzer-Schule (Grund- und Werkrealschule), Conradin-Kreutzer-Str. 23, Meßkirch (⊙), benannt nach Conradin Kreutzer
- Grundschule Rohrdorf, Rathausstraße 6, Meßkirch-Rohrdorf (⊙)

Neufra
- Fehlatal-Grundschule, Jahnstr. 19, Neufra (⊙), benannt nach dem Fluss Fehla

Ostrach
- Grundschule Burgweiler, Schulstraße 10, Ostrach-Burgweiler (⊙)
- Reinhold-Frank-Schulzentrum Ostrachtal (Gemeinschaftsschule mit Primarstufe), Schlößlestraße 9–11, Ostrach (⊙), benannt nach dem Widerstandskämpfer Reinhold Frank

Pfullendorf
- Montessori-Grundschule Linzgau, Oberdorfstr. 9, Pfullendorf-Aach-Linz (⊙)
- Grundschule Denkingen, Linzgaustr. 14, Pfullendorf-Denkingen (⊙)
- Grundschule am Härle, Adolf-Kolping-Straße 9, Pfullendorf (⊙)
- Sechslindenschule (Grund- und Werkrealschule), Aftholderberger Straße 3, Pfullendorf (⊙)

Sauldorf

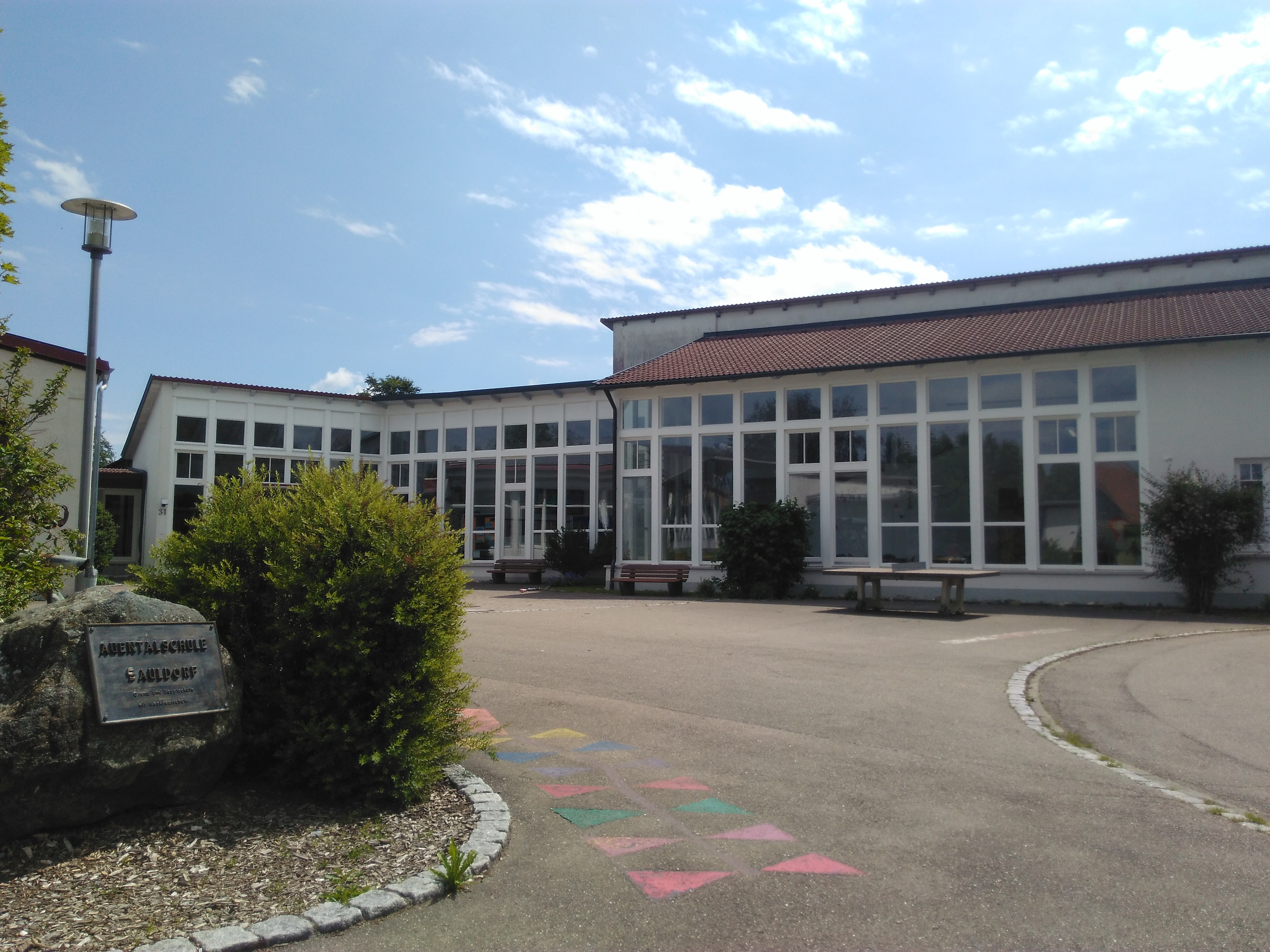
Auentalschule Sauldorf

- Auental-Grundschule, Walder Straße 31, Sauldorf-Rast (⊙)

Scheer

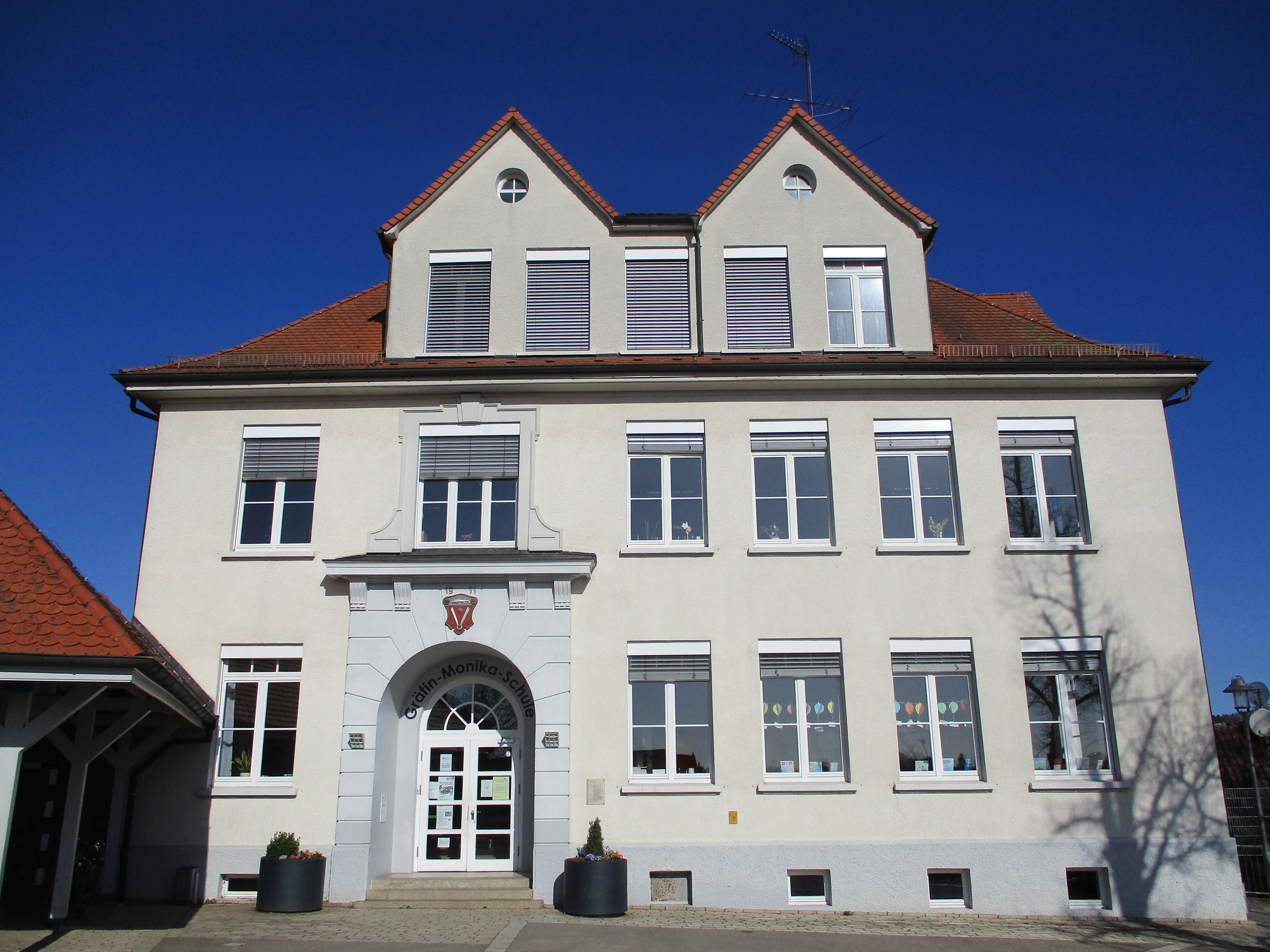
Gräfin-Monika-Schule Scheer

- Gräfin-Monika-Schule, Kirchberg 8, Scheer (⊙), benannt nach der Mäzenin Gräfin Anna Maria Monika von Waldburg-Trauchburg zu Friedberg und Scheer

Schwenningen
- Nachbarschaftsgrundschule Schwenningen, Schulstr. 3, Schwenningen (⊙)

Sigmaringen
- Grundschule Laiz, Schulstraße 7, Sigmaringen-Laiz (⊙)
- Bilharzschule (Grund- und Werkrealschule), Bilharzstr. 12, Sigmaringen (⊙), benannt nach Theodor Bilharz
- Geschwister-Scholl-Schule, Hohenzollernstr. 22, Sigmaringen (⊙), benannt nach den Geschwistern Scholl

Sigmaringendorf

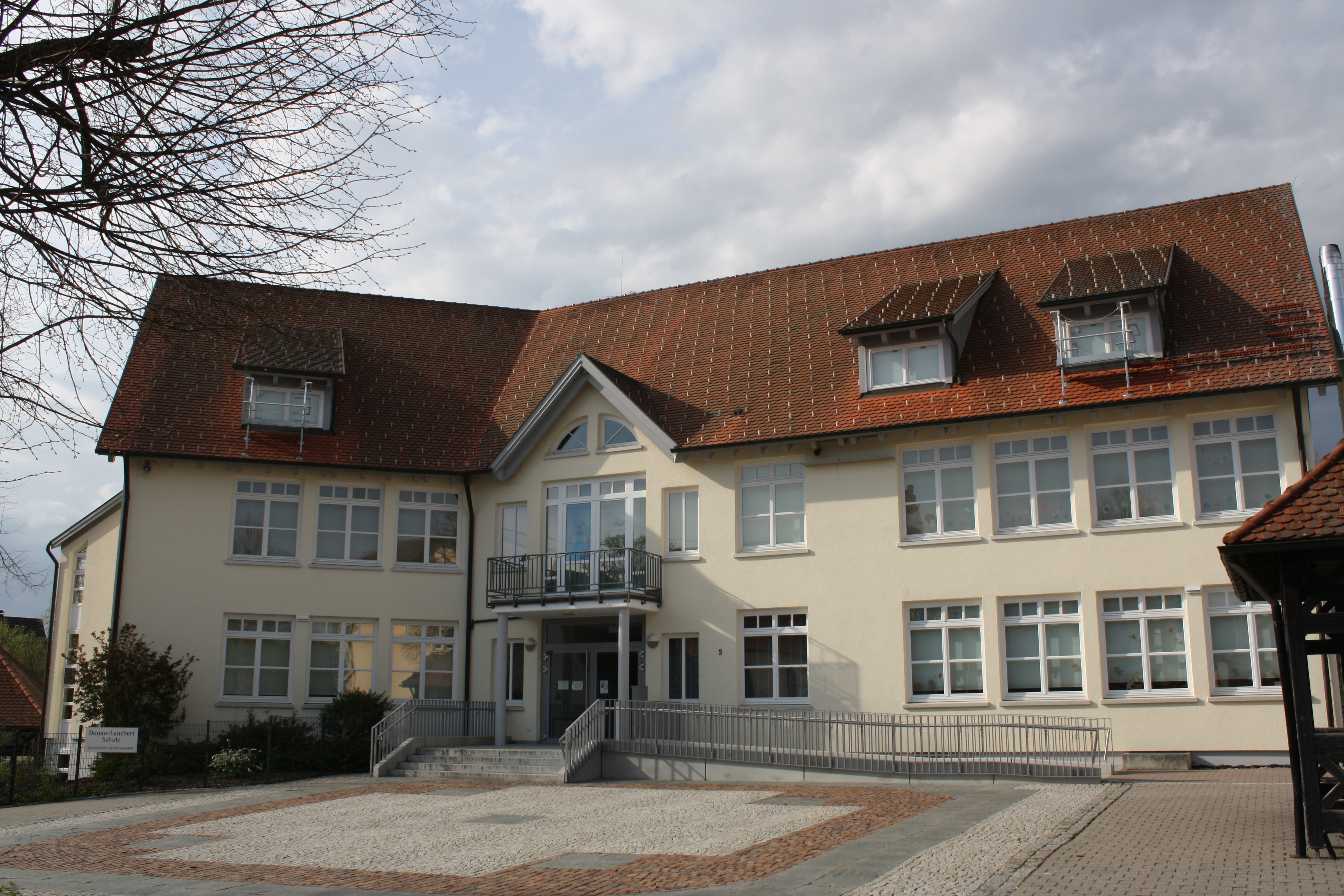
Donau-Lauchert-Schule Sigmaringendorf

- Donau-Lauchert-Schule, Schlössleweg 5, Sigmaringendorf (⊙), benannt nach den Flüssen Donau und Lauchert

Stetten am kalten Markt
- Schulzentrum Stetten (Gemeinschaftsschule mit Primarstufe), Albstraße 5, Stetten am kalten Markt (⊙)

Veringenstadt
- Grundschule Veringenstadt, Außerstadt 5, Veringenstadt (⊙)

Wald

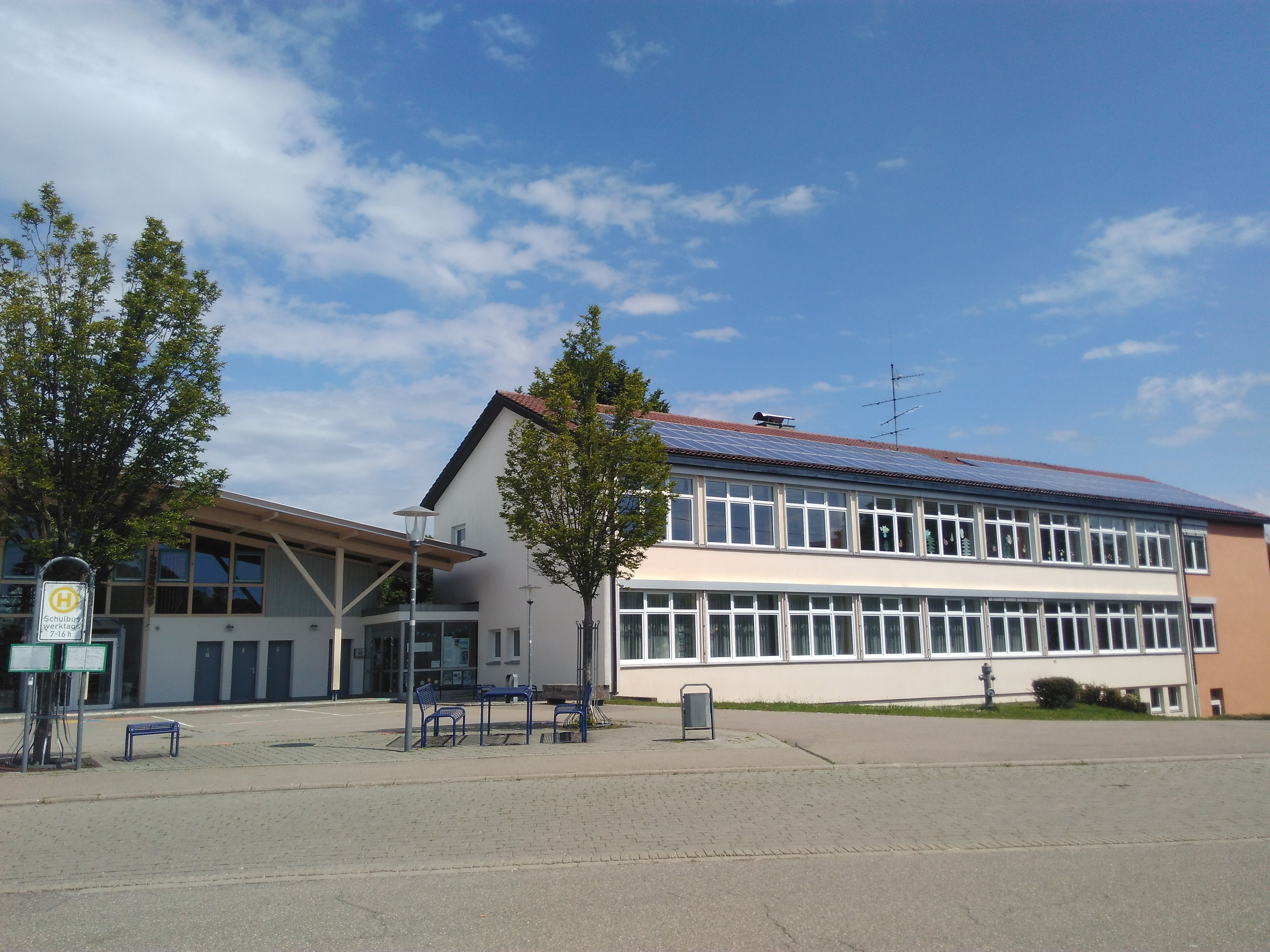
Grundschule Wald

- Grundschule Wald, Sankertsweiler Str. 6, Wald (⊙)

### Öffentliche Werkrealschulen
Bad SaulgauWalter-Knoll-Schulverbund (Schulverbund aus Werkreal- und Realschule), Schulstraße 1, Bad Saulgau (⊙),  benannt nach Walter Knoll
GammertingenLaucherttalschule (Grund-, Werkreal- und Realschule), Sigmaringer Str. 20, Gammertingen (⊙), benannt nach dem Fluss Lauchert
KrauchenwiesSophie-Scholl-Schule (Grund- und auslaufende Werkrealschule), Baindt 7, Krauchenwies (⊙), benannt nach Sophie Scholl
MeßkirchConradin-Kreutzer-Schule (Grund- und Werkrealschule), Conradin-Kreutzer-Str. 23, Meßkirch (⊙), benannt nach Conradin Kreutzer
PfullendorfSechslindenschule (Grund- und Werkrealschule), Aftholderberger Straße 6, Pfullendorf (⊙)
SigmaringenBilharzschule (Grund- und Werkrealschule), Bilharzstr. 20, Sigmaringen (⊙), benannt nach Theodor Bilharz

### Öffentliche Realschulen
Bad SaulgauWalter-Knoll-Schulverbund (Schulverbund aus Werkreal- und Realschule), Schulstraße 1, Bad Saulgau (⊙), benannt nach Walter Knoll
GammertingenLaucherttalschule (Grund-, Werkreal- und Realschule), Sigmaringer Str. 20, Gammertingen (⊙), benannt nach dem Fluss Lauchert
MengenRealschule Mengen, Schulstraße 30, Mengen (⊙)
MeßkirchGrafen-von-Zimmern-Realschule, Am Feldweg 15, Meßkirch (⊙), benannt nach den Grafen von Zimmern
PfullendorfRealschule am Eichberg, Zum Eichberg 4, Pfullendorf (⊙)
SigmaringenTheodor-Heuss-Realschule, Hedinger Straße 11, Sigmaringen (⊙), benannt nach Theodor Heuss

### Öffentliche Gemeinschaftsschulen

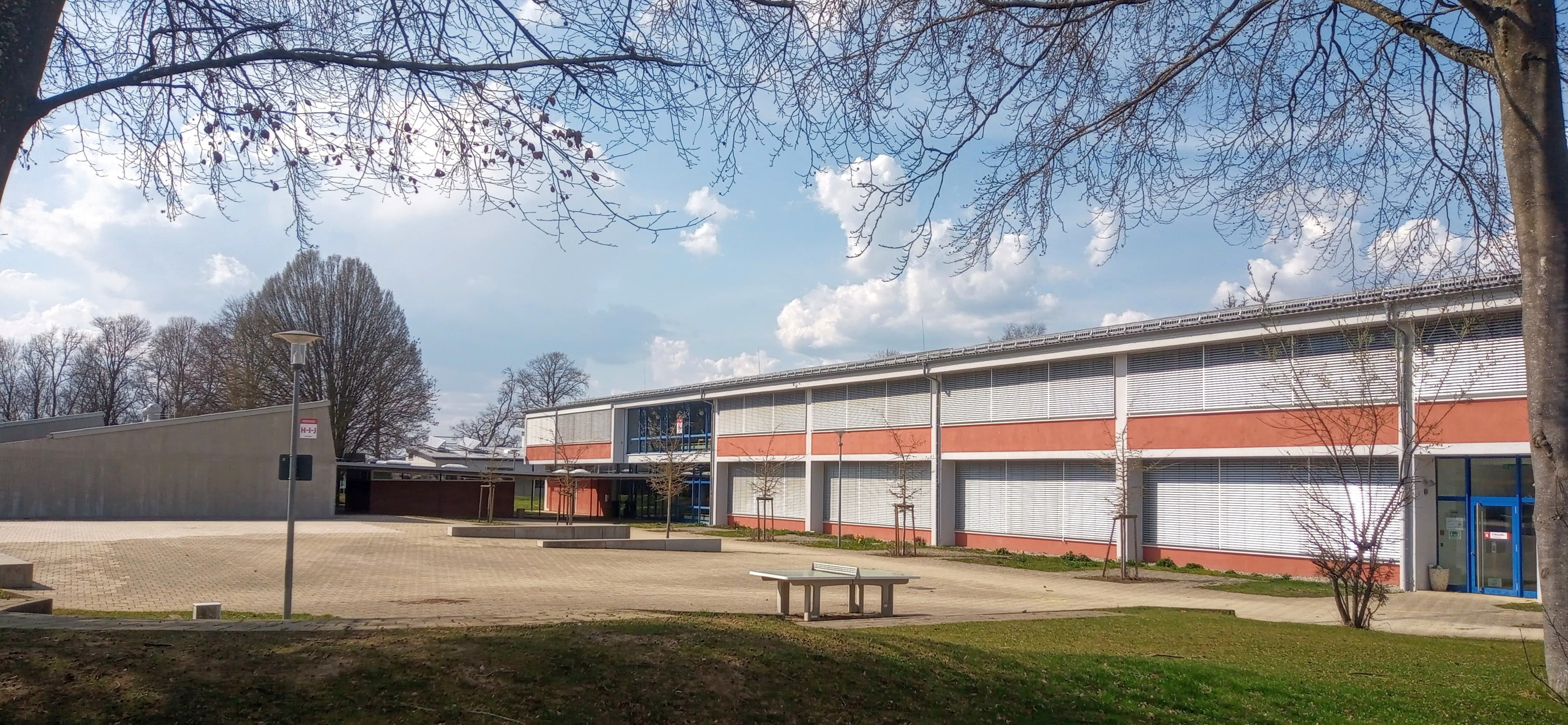
Gemeinschaftsschule Sonnenlugerschule Mengen

HerbertingenIm Gebäude der ehemaligen Werkrealschule Herbertingens befindet sich eine Außenstelle der Michel-Buck-Gemeinschaftsschule Ertingen  (⊙), benannt nach Michel Buck
MengenSonnenlugerschule, Schulstraße 12, Mengen (⊙), benannt nach dem Hügel Sonnenluger
OstrachReinhold-Frank-Schulzentrum Ostrachtal (Gemeinschaftsschule mit Primarstufe), Schlößlestraße 9–11, Ostrach (⊙), benannt nach Reinhold Frank
Stetten am kalten MarktSchulzentrum Stetten (Gemeinschaftsschule mit Primarstufe), Albstraße 5, Stetten am kalten Markt (⊙)

### Öffentliche Gymnasien

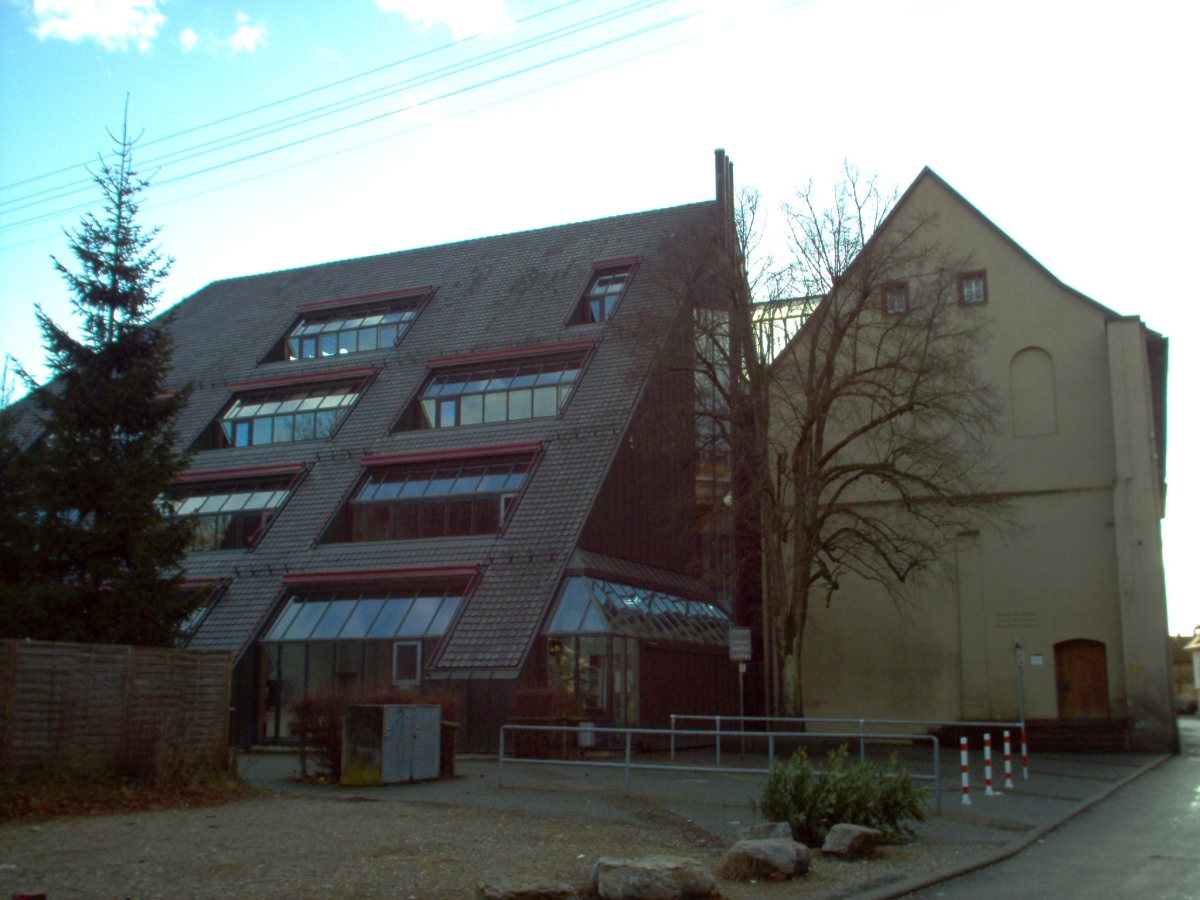
Gymnasium Mengen im ehemaligen Wilhelmiterkloster

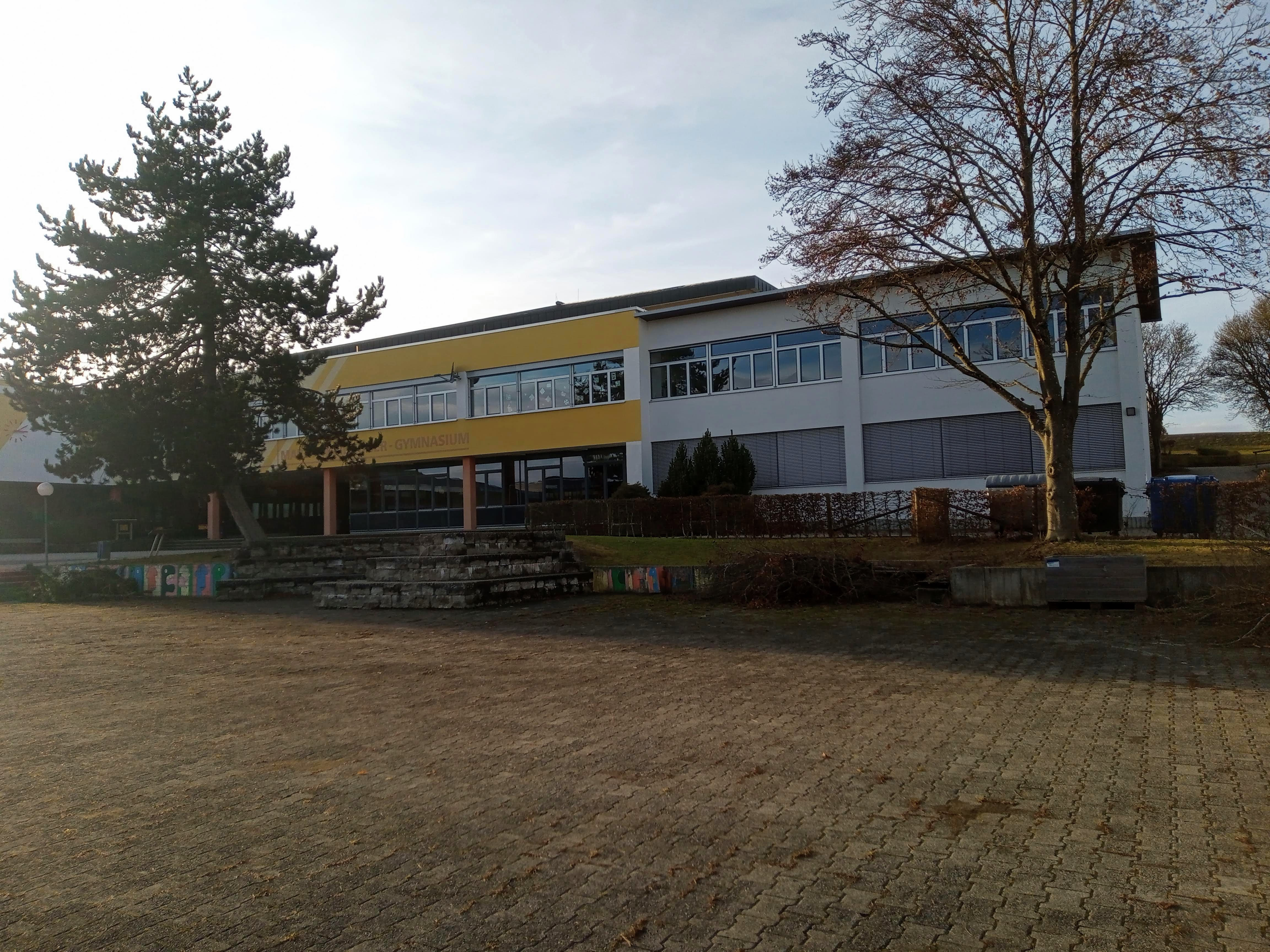
Martin-Heidegger-Gymnasium Meßkirch

Bad SaulgauStörck-Gymnasium, Liebfrauenstraße 1, Bad Saulgau (⊙), benannt nach Anton von Störck
GammertingenGymnasium Gammertingen, Kiverlinstraße 23–25, Gammertingen (⊙)
MengenGymnasium Mengen, Wilhelmiterstraße 5, Mengen (⊙)
MeßkirchMartin-Heidegger-Gymnasium, Am Feldweg 26, Meßkirch (⊙), benannt nach Martin Heidegger
PfullendorfStaufergymnasium, Jakobsweg 2/1, Pfullendorf (⊙), benannt nach den Staufern
SigmaringenHohenzollern-Gymnasium, Hohenzollernstr. 20, Sigmaringen (⊙), benannt nach Hohenzollern

### Öffentliche Sonderpädagogische Bildungs- und Beratungszentren (SBBZ)

#### Förderbereich Geistige Entwicklung
- SBBZ Aicher-Scholl-Schule, Hindenburgstr. 27, Bad Saulgau ⊙, benannt nach Inge Aicher-Scholl, Otl Aicher und den Geschwistern Scholl
- SBBZ Fidelisschule, Hohenzollernstr. 37, Sigmaringen ⊙, benannt nach Fidelis von Sigmaringen

#### Förderbereich Lernen

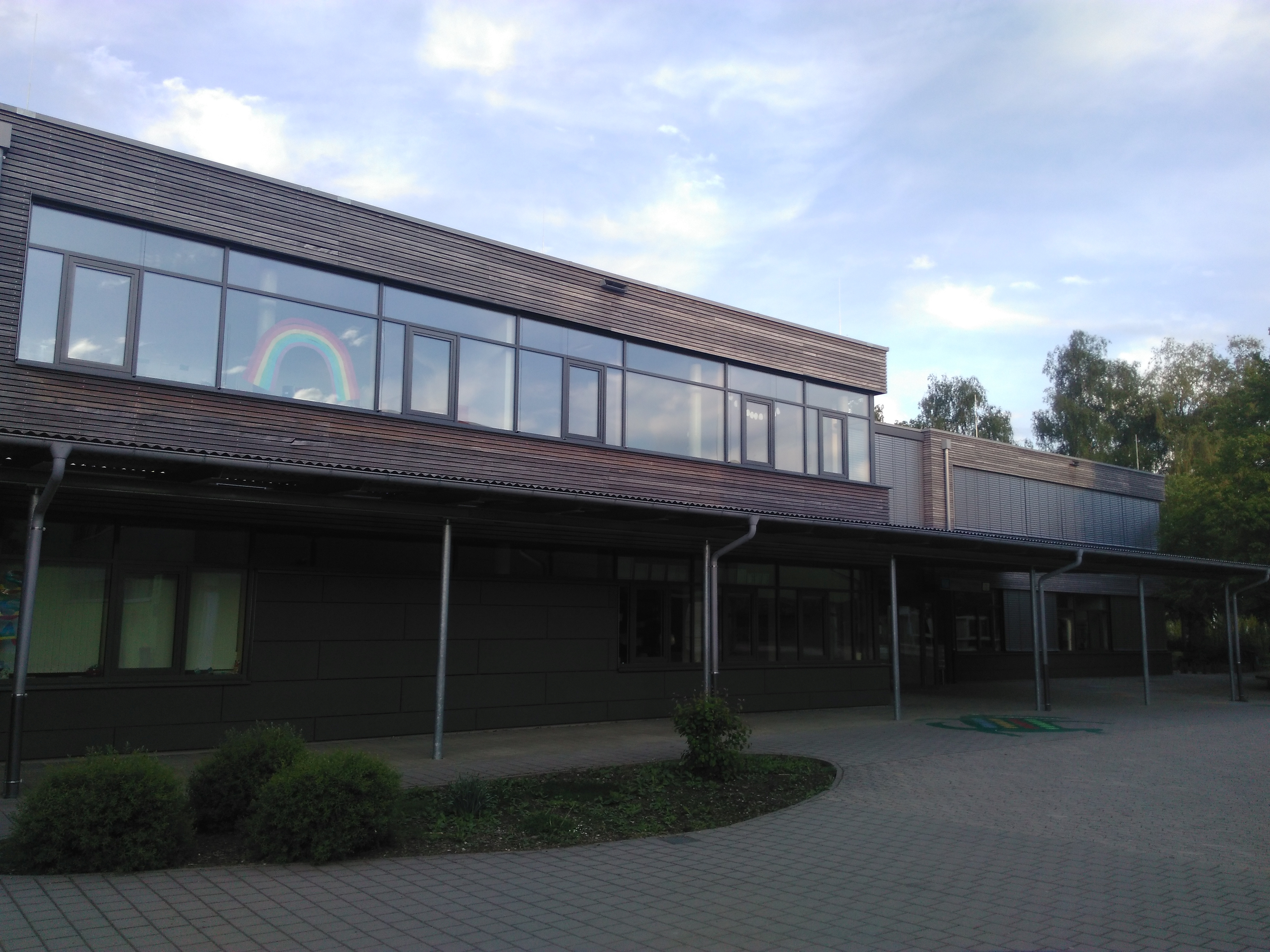
SBBZ Astrid-Lindgren-Schule Mengen

- SBBZ Erich-Kästner-Schule, Geschwister-Scholl-Str. 2, Bad Saulgau (⊙), benannt nach Erich Kästner
- SBBZ Laucherttalschule, Sigmaringer Str. 20, Gammertingen (⊙), benannt nach dem Fluss Lauchert
- SBBZ Astrid-Lindgren-Schule, Ablachstr. 3, Mengen (⊙), benannt nach Astrid Lindgren
- SBBZ Goldöschschule, Raiffeisenstr. 22, Meßkirch (⊙)
- SBBZ Kasimir-Walchner-Schule, Zum Eichberg 6, Pfullendorf (⊙), benannt nach Kasimir Walchner
- SBBZ Luise-Leininger-Schule, Bilharzstr. 12, Sigmaringen (⊙), benannt nach der Sigmaringer Ehrenbürgerin Luise Leininger

### Öffentliche Schulkindergärten
- Schulkindergarten Spatzennest, Kapellengasse 11, Mengen-Beuren (⊙)
- Schulkindergarten am Eichberg, Zum Eichberg 4, Pfullendorf (⊙)

### Öffentlicheberufliche Schulen

#### Öffentliche berufliche Schulen nach Standorten
Bad Saulgau
- Willi-Burth-Schule – Gewerbliche Schule, Wuhrweg 36, Bad Saulgau, benannt nach Willi Burth

Pfullendorf
- Schule für Gesundheits- und Krankenpflege, Zum Eichberg 2/1, Pfullendorf

Sigmaringen
- Albert-Reis-Schule – Technikerschule / Landwirtschaftliche Schule, Postadresse: Albert-Reis-Technikerschule, Leopoldstraße 4, Sigmaringen; Schulstandort: In der Talwiese 14, Sigmaringen
- Ludwig-Erhard-Schule – Kaufmännische Schule, Hohenzollernstr. 16, Sigmaringen, benannt nach Ludwig Erhard
- Bertha-Benz-Schule – Gewerbliche, Ernährungs- und Sozialwissenschaftliche Schule, In der Talwiese 18, Sigmaringen, benannt nach Bertha Benz

#### Öffentliche Berufliche Schulen nach Schultypen

##### Öffentliche Gewerbliche Schulen
- Willi-Burth-Schule – Gewerbliche Schule, Wuhrweg 36, Bad Saulgau (Technisches Gymnasium, Meisterschule, Fachschule für Technik, Berufskolleg, Berufsschule, Berufsfachschule, Berufseinstiegsjahr, Vorqualifizierungsjahr Arbeit und Beruf)
- Albert-Reis-Schule – Technikerschule / Landwirtschaftliche Schule, Postadresse: Albert-Reis-Technikerschule, Leopoldstraße 4, Sigmaringen; Schulstandort: In der Talwiese 14, Sigmaringen
- Berta-Benz-Schule – Gewerbliche, Ernährungs- und Sozialwissenschaftliche Schule, In den Talwiesen 18, Sigmaringen (Berufliches Gymnasium, Berufskolleg, Fachschule Sozialpädagogik, Berufsschule, Berufsfachschule, Berufsvorbereitung)

##### Öffentliche Kaufmännische Schulen

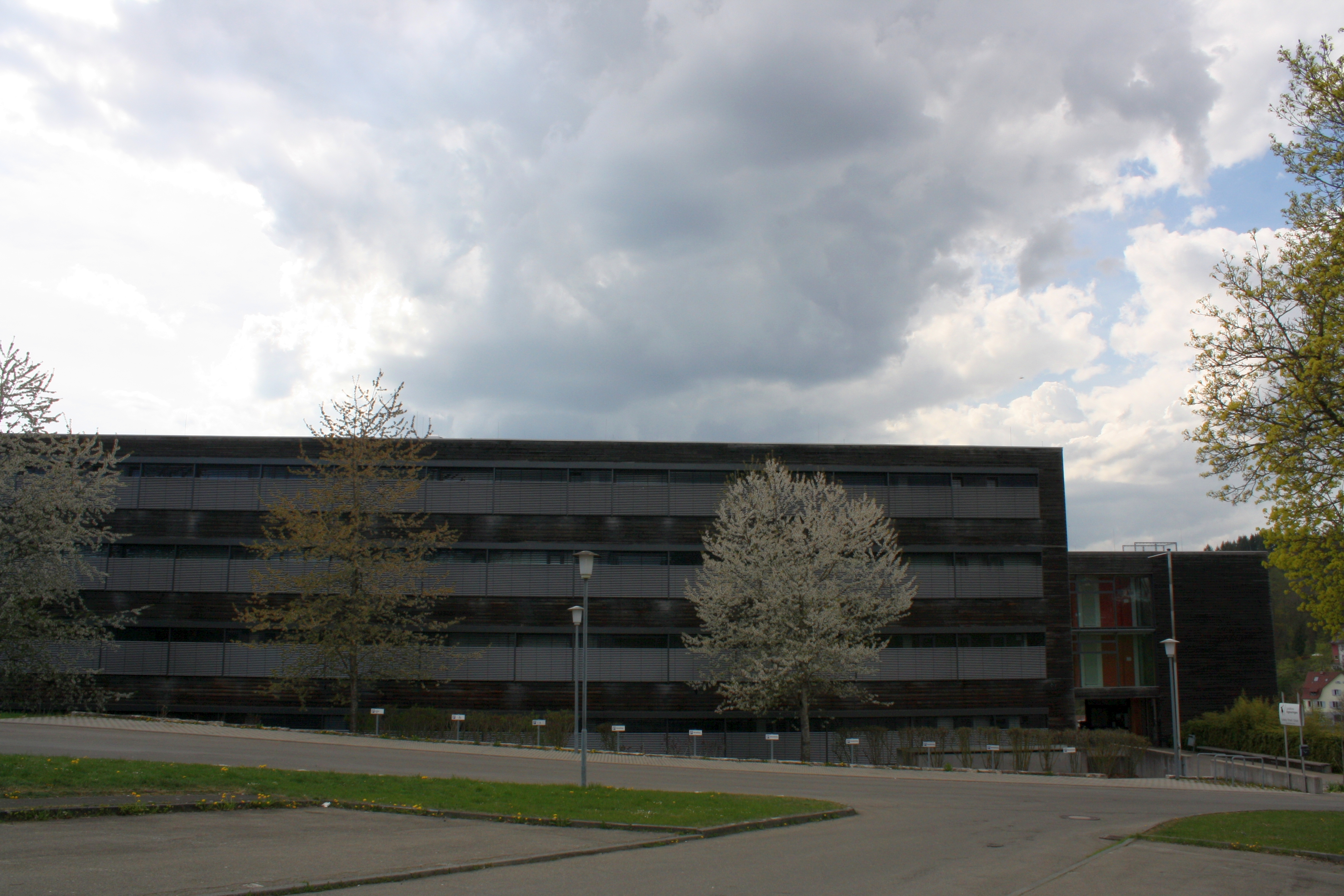
Ludwig-Erhard-Schule Sigmaringen

- Ludwig-Erhard-Schule – Kaufmännische Schule, Hohenzollernstr. 16, Sigmaringen

##### Öffentliche Berufliche Schulen für Ernährung, Pflege und Erziehung
- Schule für Gesundheits- und Krankenpflege, Zum Eichberg 2/1, Pfullendorf

### Sonstige öffentliche Bildungseinrichtungen und Fachschulen
- Waldschule Wunderfitz im Grünen Zentrum; Forstpädagogisches Angebot des Landkreises Sigmaringen, Standort: Winterlinger Str. 9, 72488 Sigmaringen-Laiz[1]
- Schülerforschungszentrum Südwürttemberg, Klösterlestraße 1, Bad Saulgau

## Private Einrichtungen

### Allgemeinbildende Schulen

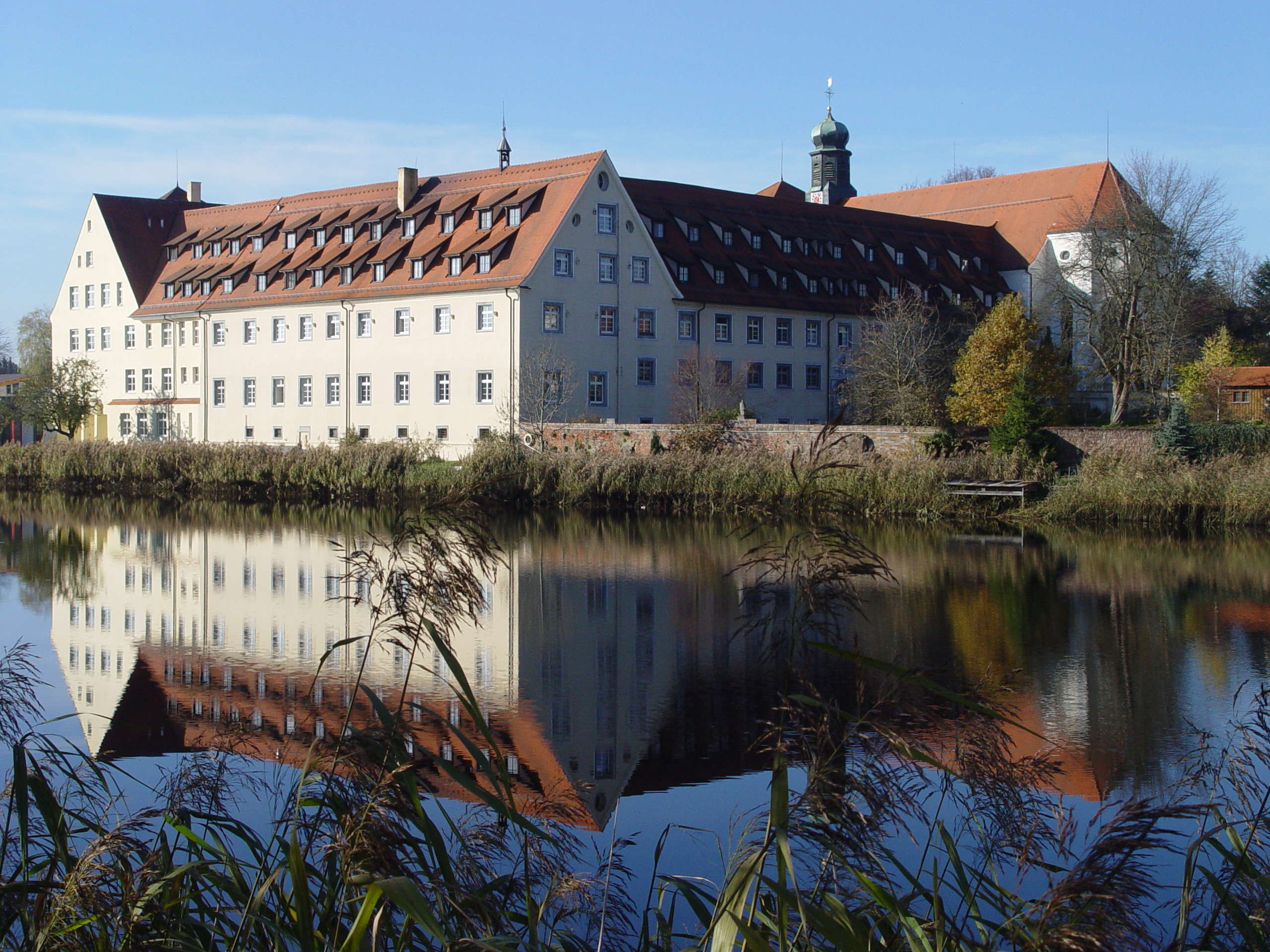
Heimschule Kloster Wald

- Liebfrauenschule Sigmaringen – Realschule, Aufbaugymnasium und Gymnasium; Träger: Schulstiftung der Erzdiözese Freiburg, Liebfrauenweg 2 (⊙), Sigmaringen
- Heimschule Kloster Wald – Gymnasium mit Internat und Externat, Träger: Schulstiftung der Erzdiözese Freiburg, Von-Weckenstein-Str. 2 (⊙), Wald

### Sonderpädagogische Bildungs- und Beratungszentren (SBBZ)
- Dorfgemeinschaft Lautenbach (SBBZ mit Förderschwerpunkt geistige Entwicklung), Träger: Lebens- und Arbeitsgemeinschaft Lautenbach e. V., Lautenbach 1, Herdwangen-Schönach
- Mariaberg (SBBZ mit Förderschwerpunkten geistige, körperliche, motorische, emotionale und soziale Entwicklung), Träger: Mariaberg e. V., Oberer Torackerweg 2, Gammertingen
- Lassbergschule Sigmaringen (SBBZ mit Förderschwerpunkten Sprache, bzw. körperliche und motorische Entwicklung), Träger: Die Zieglerschen, Bilharzstr. 16, Sigmaringen
- Sebastian-Ott-Schule – SBBZ mit Förderschwerpunkt emotionale und soziale Entwicklung, Träger: Haus Nazareth, Brunnenbergstr. 34, Sigmaringen

### Berufliche Schulen
- Modefachschule Sigmaringen, Römerstr. 22 (⊙), Sigmaringen-Laiz
- Bildungszentrum Bau, Träger: Bildungsakademie der Bauwirtschaft Baden-Württemberg gGmbH, In der Au 14, Sigmaringen
- Gesundheits- und Krankenpflegeschule, Träger: SRH Kliniken, Hohenzollernstr. 40, Sigmaringen

### Schulkindergärten
- Schulkindergarten Jim Knopf, Träger: Mariaberg e. V., Paradiesstr. 99, Bad Saulgau
- Sprachheilkindergarten Plapperland, Träger: Die Zieglerschen, Kirchleäcker 35, Meßkirch-Rengetsweiler
- Lassbergkindergarten (Sprachheilkindergarten), Träger: Die Zieglerschen, Bilharzstr. 16, Sigmaringen

### Musik- und Kunstschulen
- Städtische Musikschule Bad Saulgau, Hauptstr. 102/1, Bad Saulgau
- Jugendkunstschule Bad Saulgau, Kaiserstr. 63, Bad Saulgau
- Städtische Musikschule Mengen, Ablachstr. 3, Mengen
- Musikschule Meßkirch-Rohrdorf, Morgenhöhe 4, Meßkirch-Rohrdorf
- Musikschule Pfullendorf, Pfleghofgraben 1, Pfullendorf
- Städtische Musikschule Sigmaringen, Schulhof 4, Sigmaringen
- Jugendkunstschule Sigmaringen, Gorheimer Str. 28, Sigmaringen

## Geplante Bildungseinrichtungen

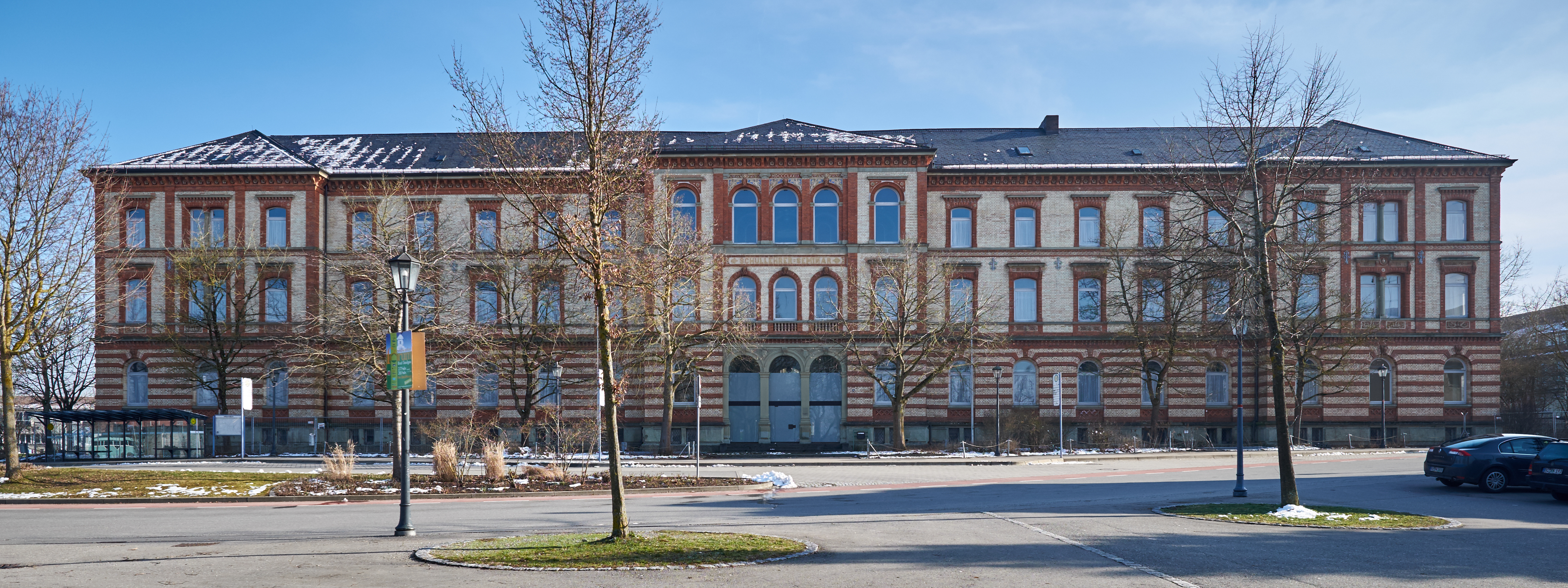
Ehemalige Japanische Schule, geplanter Standort des Exzellenzgymnasiums

In Bad Saulgau soll im Gebäude der ehemaligen Japanischen Schule ein vom Land Baden-Württemberg getragenes Exzellenzgymnasium mit Schwerpunkt auf den MINT-Fächern und angegliedertem Internat entstehen.

## Ehemalige Bildungseinrichtungen und Schulformen
Die folgenden ehemaligen Bildungseinrichtungen und Schulformen bestanden im Landkreis Sigmaringen:
- Die Theologische Hochschule Beuron besteht formaljuristisch noch, es findet jedoch seit 1967 kein Lehrbetrieb mehr statt.
- Die Japanische Schule Toin Gakuen bestand bis 2012 in Bad Saulgau.
- In Sigmaringen wurde das Erzbischöfliche Studienheim St. Fidelis als katholisches Jungeninternat geführt.

In den 2010er Jahren wurden vielerorts im Zuge der regionalen Schulentwicklung Haupt- und Werkrealschulen geschlossen. Dies geschah in
- Mengen (Werkrealschule wurde zur Gemeinschaftsschule)
- Ostrach (Werkrealschule wurde zur Gemeinschaftsschule)
- Sigmaringendorf (Haupt- und Werkrealschule aufgelöst)
- Stetten am kalten Markt (Werkrealschule wurde zur Gemeinschaftsschule)
- Wald (Nachbarschafts-Hauptschule mit Werkrealschule wurde zur Grundschule)